# Bataille de Sievershausen
Seconde guerre des Margraves
La bataille de Sievershausen a eu lieu aux champs de Sievershausen dans le duché de Brunswick-Lunebourg (aujourd'hui une partie de Lehrte en Basse-Saxe) le 9 juillet 1553 entre les troupes unies du prince-électeur Maurice de Saxe et du duc Henri II de Brunswick-Wolfenbüttel et celles du margrave Albert II Alcibiade de Brandebourg-Culmbach, au cours de la Seconde guerre des margraves. Plus de 30 000 combattants s'y sont affrontés et 4 000 y ont trouvé la mort, dont Maurice de Saxe lui-même, ce qui en fait une des batailles les plus sanglantes sur le territoire de la Basse-Saxe.

## Antécédents

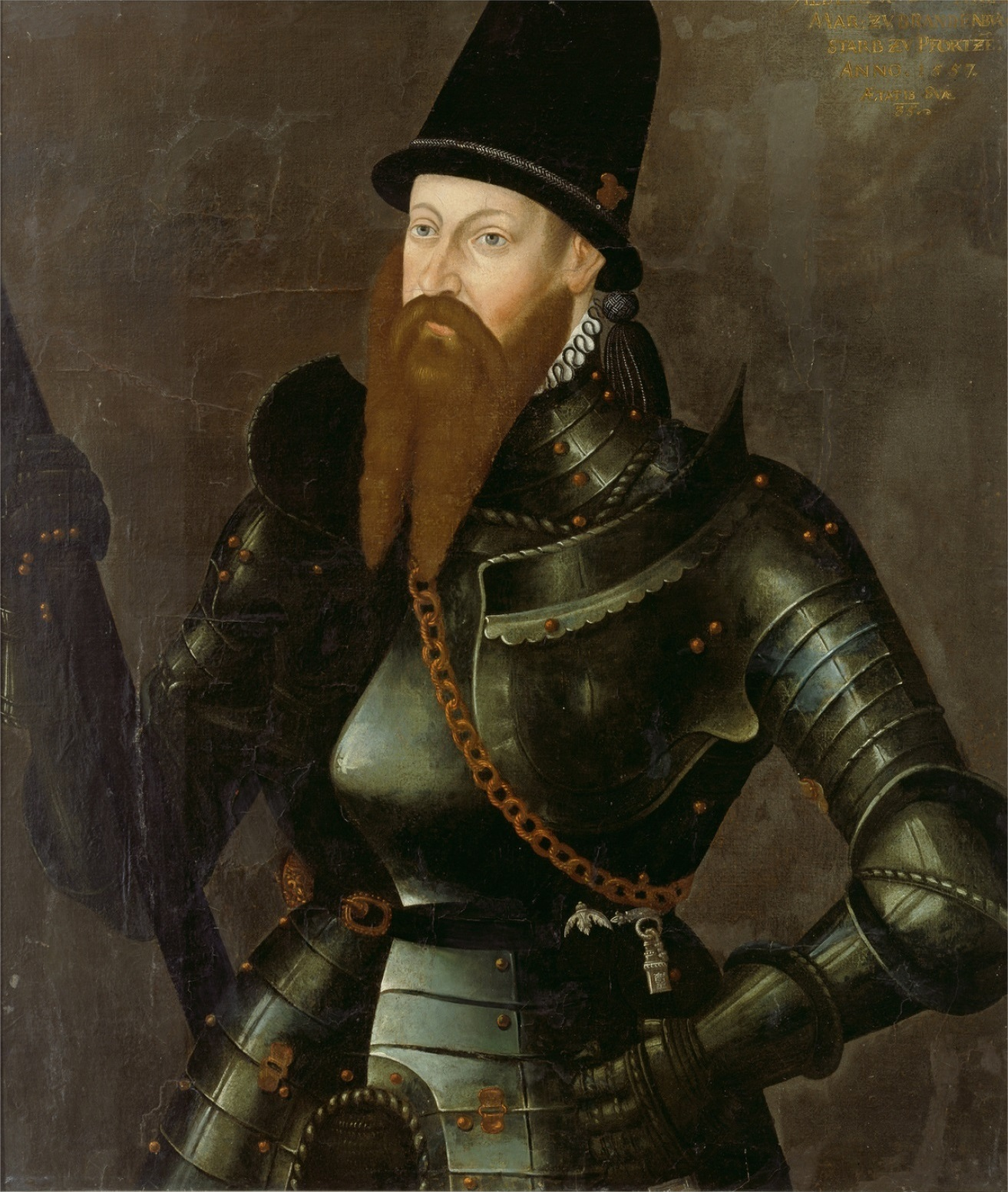
Portrait du margrave Albert II Alcibiade (1557).

Le margrave Albert II Alcibiade, alors qu'il était protestant, a longtemps été en service de l'empereur catholique Charles Quint, notamment comme un des chefs de mercenaires dans la guerre de Smalkalde (1546/1547) en alliance avec le duc Maurice de Saxe. Les princes protestants, toutefois, se soulevaient contre l'empereur en 1552, signaient le traité de Chambord avec le roi de France Henri II, et ont contraint Charles Quint à reconnaître la paix de Passau qui garantit la liberté de culte.
Bien que le margrave Albert ait soutenu l'armée impériale au siège de Metz, il s'est vivement opposé contre le catholicisme avec pour but de restaurer le duché de Franconie sous le règne de Hohenzollern. Il assiégea la ville impériale de Nuremberg et attaqua les principautés épiscopales de Wurtzbourg et de Bamberg. Après que Charles Quint ordonna la mise au ban d'Albert, les troupes du margrave ont laissé des traces de destruction s'étendant de la Franconie jusqu'à l'évêché de Spire et au château de Hambach dans le Palatinat rhénan.

## Déroulement

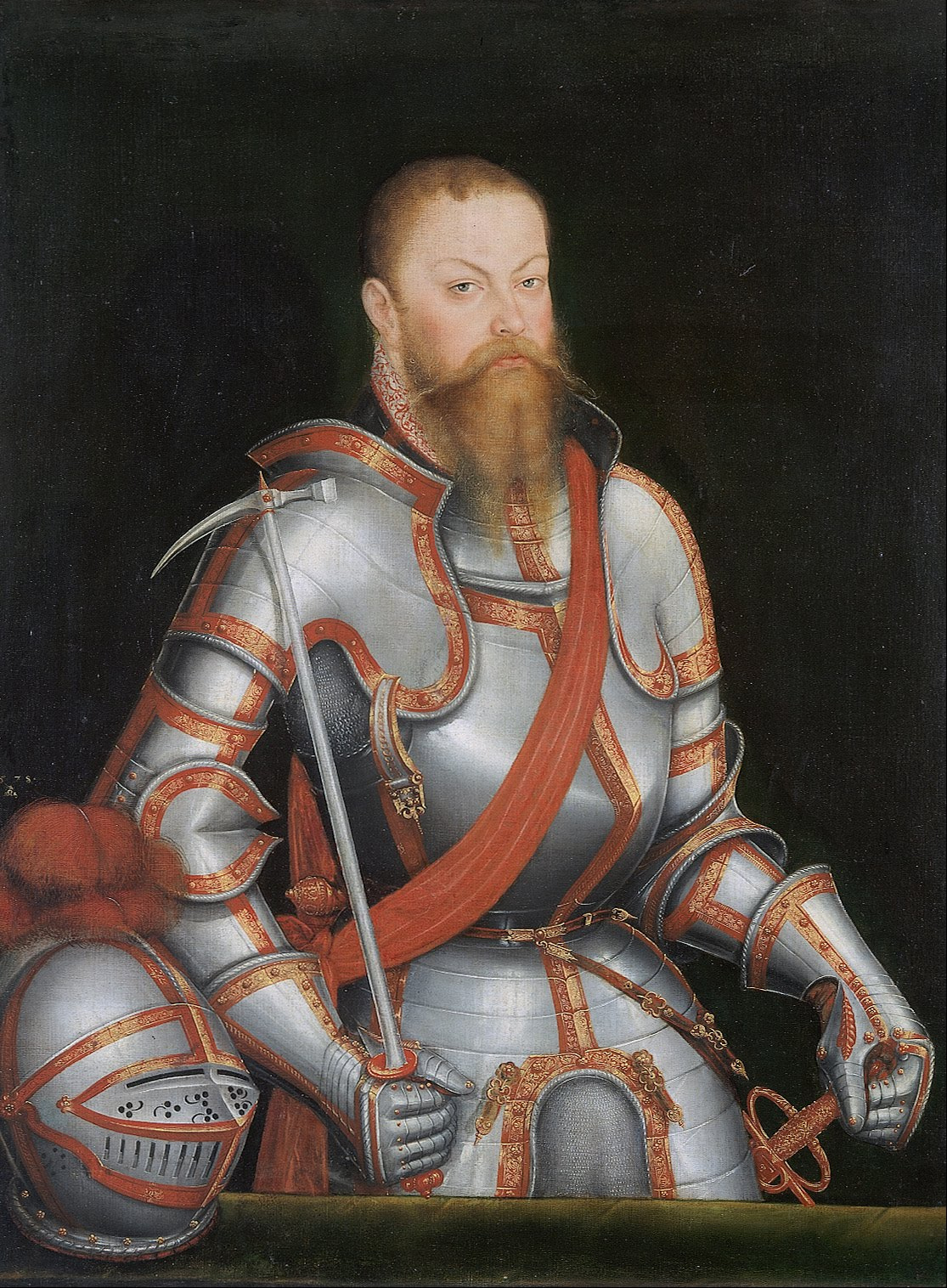
Portrait d'électeur Maurice de Saxe par Lucas Cranach le Jeune (1578).

Depuis, les forces de Brunswick-Lunebourg et de la Saxe prirent parti contre les raids du margrave. Albert se mit à marcher vers le nord pour attaquer les domaines de principauté de Brunswick-Wolfenbüttel où le prince catholique Henri II le Jeune était lui-même en conflit avec son cousin protestant Ernest de Brunswick-Lunebourg. Face à cette situation, Henri s'est allié avec l'électeur puissant Maurice de Saxe. Unissant leurs forces, les deux se mettaient à la poursuite d'Albert.
Le 9 juillet 1553, les armées se rencontrèrent sur les rives de la Fuhse près de Sievershausen. Plus nombreux, les 18 000 soldats du margrave ont presque prévalu ; néanmoins, contre toute attente, les troupes saxonnes sont revenues encore une fois sur le champ de bataille. Finalement, Albert est vaincu, mais Maurice est tué, probablement à la suite d'une attaque (accidentelle?) provenant des rangs de ses guerriers, de même que les deux fils aînés de Henri, Charles et Philippe (ainsi, le troisième fils Jules est devenu héritier). En environ quatre heures, les deux parties perdent au total près de 4 000 hommes, quelque 8 000 autres ont été blessés.

## Conséquences
La bataille sanglante et la défaite du margrave Albert a ouvert la voie à la paix d'Augsbourg, un compromis conclu le 25 septembre 1555 pour suspendre les hostilités entre les États luthériens et les États catholiques dans le Saint-Empire romain.